# 모던 에이지
모던 에이지(Modern Age of Comic Books)는 1985년부터 시작된 이후로 현재까지 이어지고 있는 미국 슈퍼히어로 만화의 역사적 시기 중 하나이다. 모던 에이지의 처음 15년 동안은 많은 코믹스 캐릭터의 설정이 재정립되었다. 이 15년 동안에는 제작자가 업계에서 두각을 나타내었고 독립 만화가 번성했으며 더 큰 출판사가 더욱 상업화되었다.
모던 에이지는 《배트맨: 다크 나이트 리턴즈》나 《왓치맨》과 같이 진지한 타이틀이 인기를 얻고 다른 작품에 예술적 영향을 주면서 다크 에이지라는 이름으로도 불렸다.

## 같이 보기
- 모던 에이지의 이벤트
- 미국 코믹스에서의 여성의 묘사
- 골든 에이지 (만화)